# Cohomologie des groupes profinis
La cohomologie des groupes profinis est une théorie cohomologique, reposant sur la théorie des groupes profinis. Elle consiste en un raffinement de la cohomologie des groupes classique, principalement par la prise en compte de la nature topologique des groupes profinis. Elle s'est développée par la motivation essentielle que constitue la cohomologie galoisienne et ses applications en théorie des nombres.

## Définition du complexe cohomologique
On considère un groupe profini G, et un G-module discret A sur lequel G opère continûment. On note Cn(G,A) l'ensemble des applications continues de Gn dans A, et on considère les cobords :
{\displaystyle d\;:\;C^{n}(G,A)\to C^{n+1}(G,A)}
définis par :
{\displaystyle df(g_{1},\dots ,g_{n+1})=g_{1}f(g_{2},\dots ,g_{n+1})+\sum _{i=1,\dots ,n}(-1)^{i}f(g_{1},\dots ,g_{i}g_{i+1},\dots ,g_{n+1})+(-1)^{n+1}f(g_{1},\dots ,g_{n})}
Les groupes de cohomologie obtenus à partir du complexe induit par ces cobords sont par définition les groupes de cohomologie de G à coefficients dans A.